# Альдо Россі
Альдо Россі (італ. Aldo Rossi; 3 травня 1931, Мілан — 4 вересня 1997, Мілан) — італійський архітектор. Займався архітектурним проєктуванням, будівництвом, живописом, графікою, а також теорією архітектури.

## Життєпис
Альдо Россі народився в Мілані. У 1959 році закінчив Міланський технічний університет, отримавши архітектурну освіту.
У 1960-і роки Россі займався в основному теоретичною роботою, відчуваючи вплив декількох тенденцій: італійського раціоналізму, неокласичної архітектури, а також робіт італійського художника, засновника метафізичної школи живопису — Джорджо де Кіріко.
У своїх текстах Россі критикував характерне для архітектурно-містобудівної практики 1960-х ставлення до міського середовища. Архітектор дискутував з уявленням про те, що місто може проєктуватися і створюватися одноразово як готовий об'єкт, існуючий поза часом. Міста, на його думку, мають тенденцію розвиватися в часі і накопичувати «колективну пам'ять». Таким чином, «несучий каркас» міста — це пам'ятки архітектури.
У своїй архітектурній практиці Альдо Россі відобразив вищезгадані впливи, продовживши лінію «метафізичної архітектури», котра формувалася в Італії в 1920-х—1930-х роках. Однак на відміну від архітекторів-раціоналістів першої половини XX століття Россі працював з іншими архітектурними формами, створюючи споруди, що стали програмними зразками постмодернізму.
Наприкінці 1970-х — початку 1980-х його теоретичні та практичні роботи мали великий вплив. Архітектурна практика майстра стала наочним втіленням його теоретичних положень, викладених в таких працях як «Архітектура міста», «Наукова автобіографія». У цей період окрім проєктування будівель Россі активно займався дизайном меблів, предметів інтер'єру, посуду і т. д.
У 1990 році архітектор став лауреатом знаменитої Прітцкерівської премії.
Альдо Россі загинув в автомобільній катастрофі в Мілані у 1997 році.

## Основні проєкти та споруди
- Квартал Галларатезе II (Gallaratese Quarter II), Мілан, Італія (1974) спільно з архітектором Карло Аймоніно[9]
- Квартал Щютценштрассе (Quartier Schützenstrasse) Берлін, Німеччина (1994—1998)[10][11]
- Кладовище Сан Катальдо (San Cataldo Cemetery), Модена, Італія[12][13][14]
- Театр Карло Феліче (Teatro Carlo Felice), Генуя, Італія[15]
- Палаццо Готель (Palazzo Hotel), Фукуока, Японія, (1986)[16]
- Каза Аврора (Casa Aurora), Турин, Італія, (1987)
- Музей Боннефантенмузеум (Bonnefantenmuseum), Маастрихт, Нідерланди, (1990—1995)
- Ка 'ді Коцца (Ca' di Cozzi), Верона, Італія (1997)

## Галерея

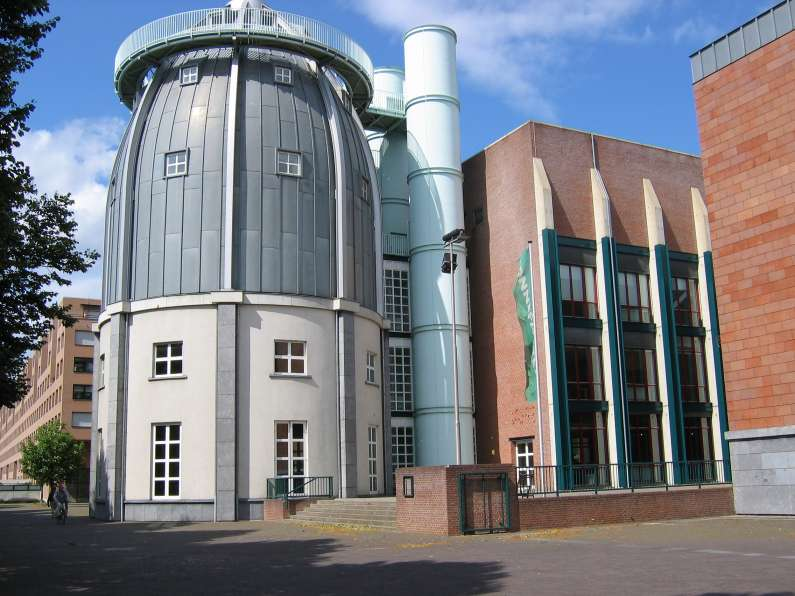
Боннефантенмузеум, Маастрихт
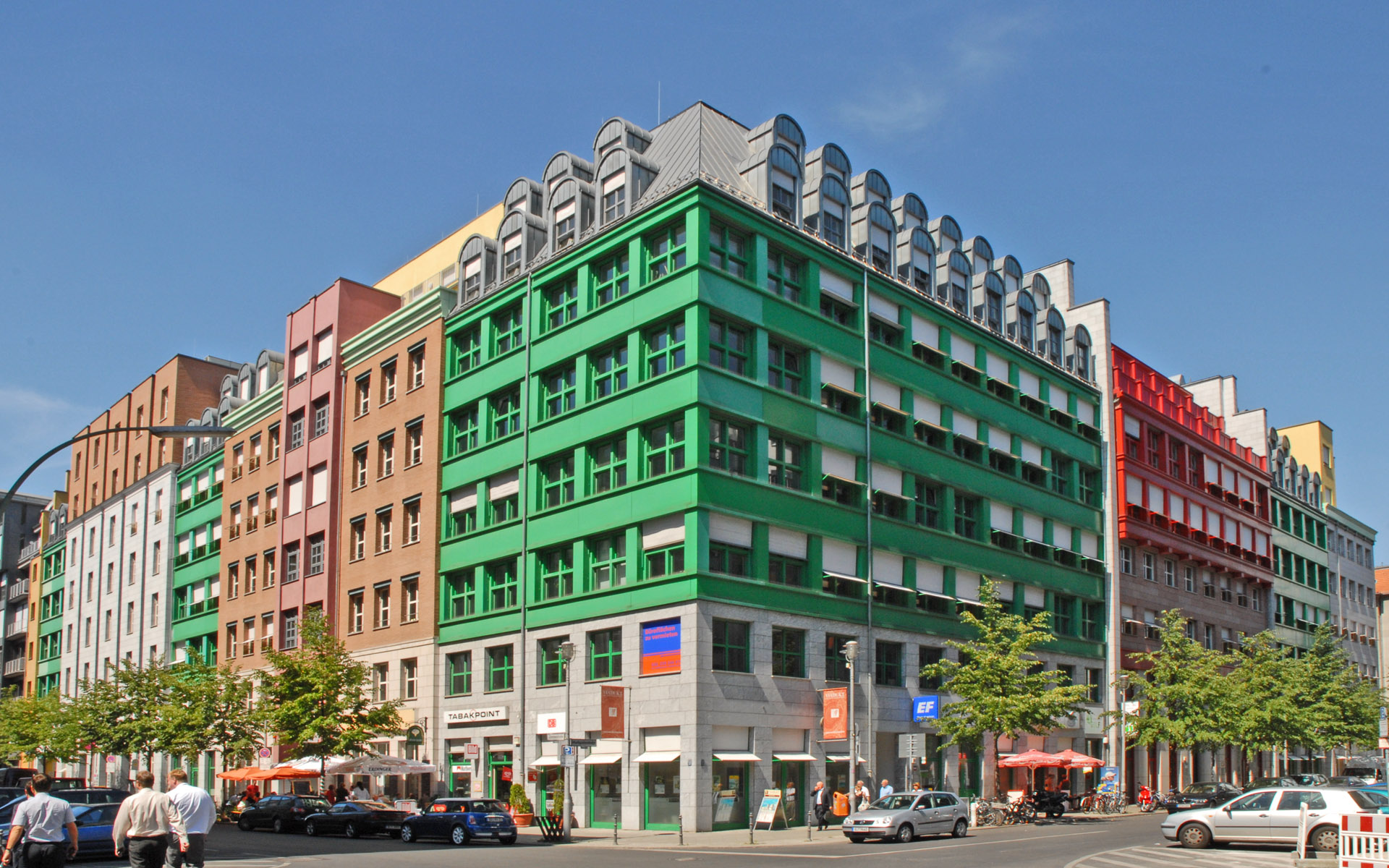
Квартал Щютценштрассе, Берлін
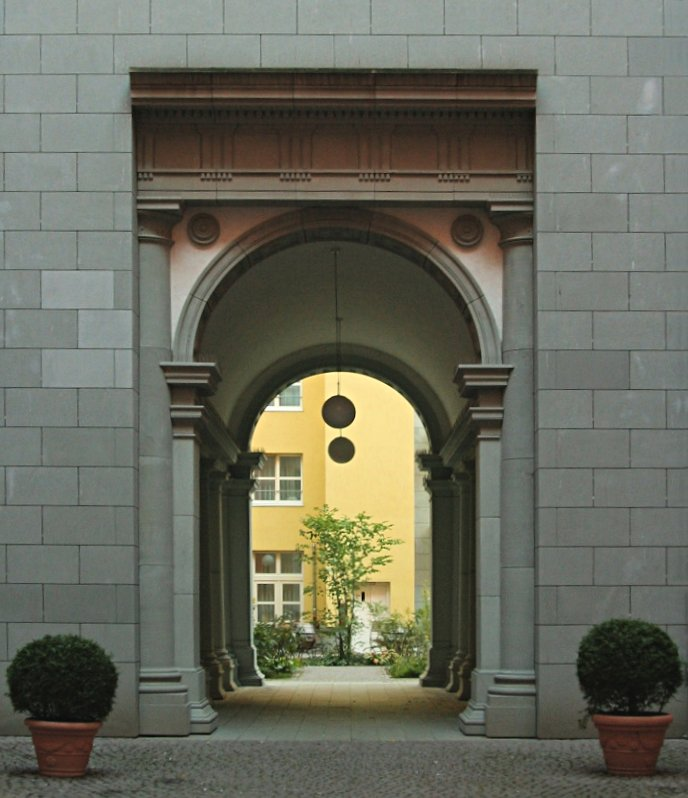
Портал у районі Шютценштрассе, Берлін
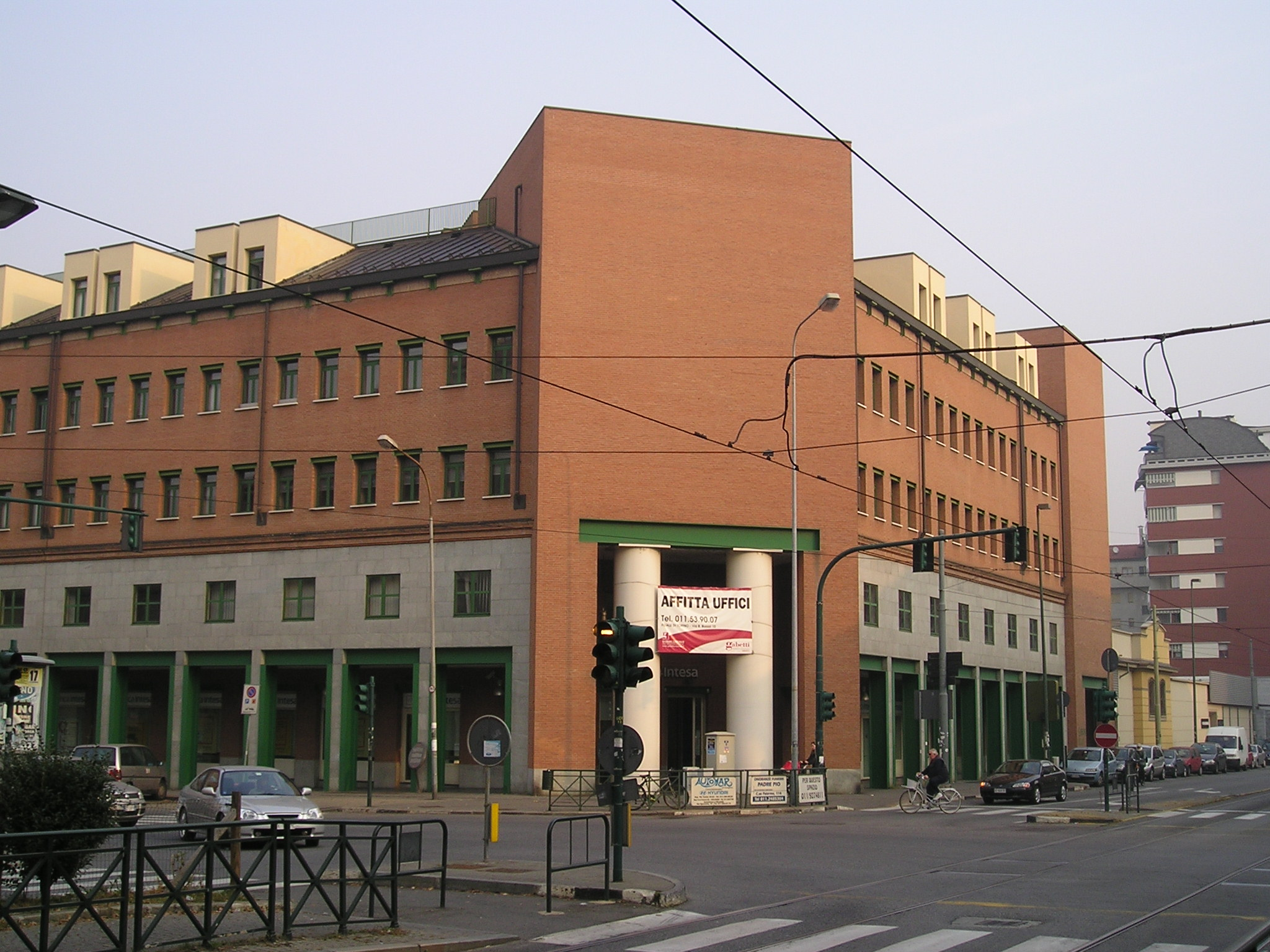
Каза Аврора, Турин
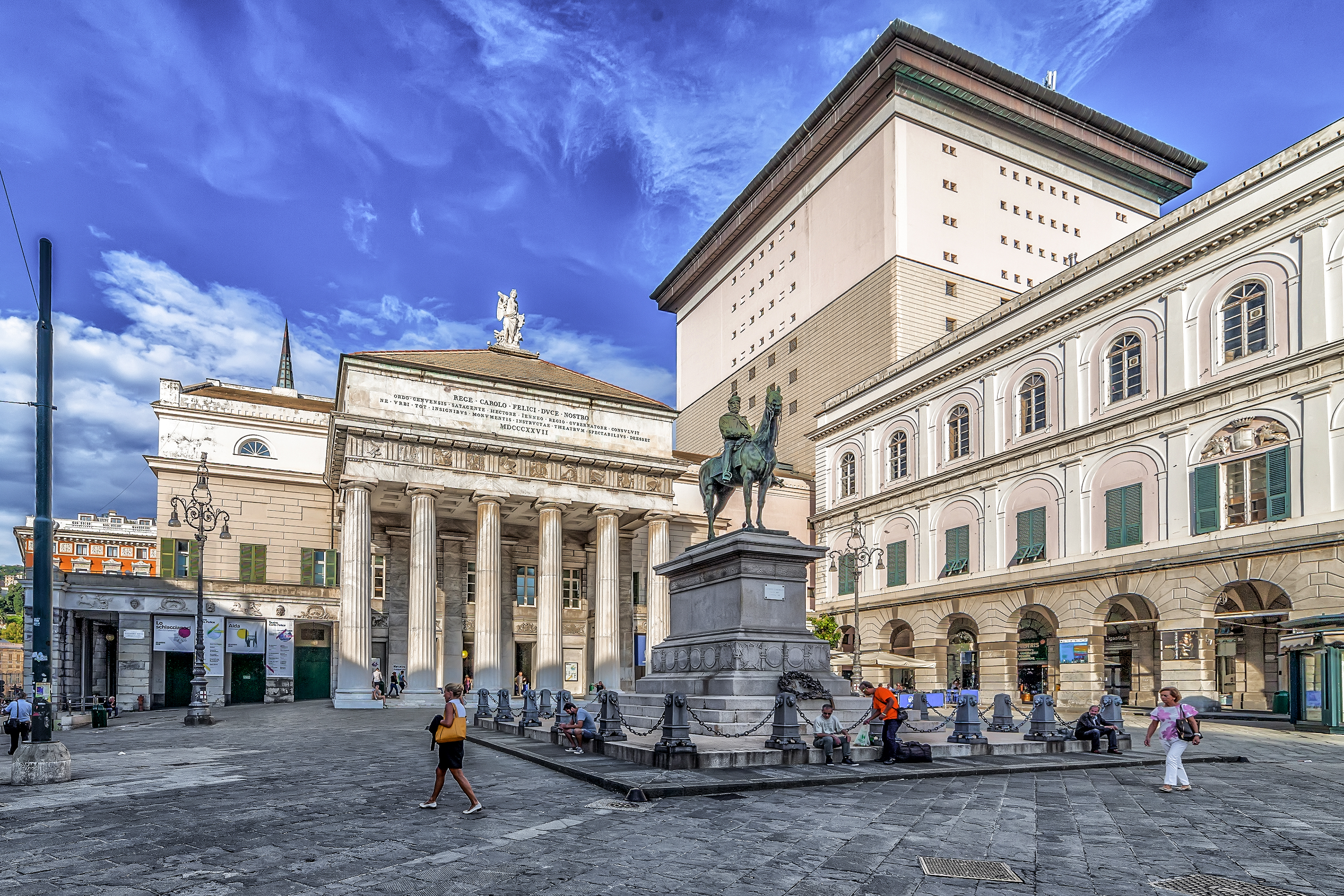
Реконструкція театру ім. Карло Феліче, Генуя (спільно з І. Гарделлою та Ф. Рейнхартом)

## Основні наукові праці
- «Архітектура міста» («L'architettura della città», 1966)
- «Наукова автобіографія» («Autobiografia scientifica», 1981)